# Daniel Robin
Daniel Robin (Bron, 31 maggio 1943 – Longueuil, 23 maggio 2018) è stato un lottatore francese, specializzato sia nella lotta libera che nella lotta greco-romana.

## Palmarès
- Giochi olimpici

Città del Messico 1968: argento nella lotta libera pesi welter, argento nella lotta greco-romana pesi welter.
- Mondiali

Nuova Delhi 1967: oro nella lotta libera pesi welter.
- Giochi del Mediterraneo

Tunisi 1967: oro nella lotta greco-romana nei -78 kg; oro nella lotta libera nei -78 kg;
Smirne 1971: oro nella lotta greco-romana nei -74 kg.; argento nella lotta libera 82 kg.;